# Wissadula paraguariensis
Wissadula paraguariensis är en malvaväxtart som beskrevs av Chod.. Wissadula paraguariensis ingår i släktet Wissadula och familjen malvaväxter. Inga underarter finns listade i Catalogue of Life.